# Ann Allen Shockley
Ann Allen Shockley (nascida em 21 de junho de 1927) é uma jornalista e autora americana, especializada em temas de amor lésbico inter-racial, especialmente a situação das lésbicas negras que vivem sob o que ela vê como a 'tripla opressão' do racismo, sexismo e homofobia. Ela também incentivou as bibliotecas a dar ênfase especial às coleções afro-americanas.

## Vida e carreira
Shockley nasceu em 1927 em Louisville, Kentucky. Shockley foi encorajada a ler e escrever criativamente desde muito jovem e foi fortemente influenciado pelo conto de Richard Wright em Uncle Tom's Children. Sua professora da oitava série, Harriet La Forest, foi considerada a primeira mentora de Shockley e teve uma grande influência na escrita de Shockley. Ela começou a escrever para o público no colégio, onde trabalhava como editora do jornal da escola. Ela continuou a trabalhar como jornalista e redatora de colunas para vários jornais em seus estudos de graduação e mais tarde se formou como bacharel pela Fisk University em 1948. Shockley recebeu seu mestrado em biblioteconomia pela Case Western Reserve University em 1959.
Ela se casou com o professor William Shockley em 1948 e teve dois filhos chamados William Leslie Jr. e Tamara Ann. O casal se divorciou mais tarde, mas Shockley manteve o sobrenome de seu ex-marido.
Shockley trabalhou como bibliotecário no Delaware State College e na University of Maryland Eastern Shore, antes de trabalhar para a Special Negro Collection na Fisk University em 1969. Ela atuou como professora de biblioteconomia, arquivista universitária, bem como bibliotecária associada para coleções especiais na Fisk e fundou o Programa de História Oral Negra até se aposentar em 1988. Ao longo de sua carreira, Shockley publicou vários livros sobre biblioteconomia e coleções especiais, particularmente relacionadas a coleções afro-americanas. Ela se tornou escritora de mais de trinta contos, romances e artigos que abordam questões de racismo e homofobia.
Shockley escreveu numerosos artigos sobre a literatura da época, especialmente dentro dos círculos feministas negros e foi uma notável crítica literária e teórica feminista.
Shockley recebeu o Lee Lynch Classic Award por seu romance Loving Her, originalmente publicado em 1974 e republicado em 2014. O prêmio foi concedido em 2019 como parte do 15º Prêmio Literário Goldie Anual realizado pela única organização literária lésbica dos Estados Unidos, a Golden Crown Literary Society (GCLS).

## Principais obras

### Colunas de jornal
Ao longo de julho de 1945 a março de 1954, Shockley trabalhou como colunista de jornal freelance. Ela tem vários trabalhos em colunas de jornais documentadas no Louisville Defender, Fisk University Herald, Federalsburg [MD] Times e Bridgeville [DE] News, que se concentram principalmente em questões da comunidade afro-americana e da comunidade LGBT. Seus escritos podem ser encontrados em "Mostly Teen Talk", "Duffy's Corner" e "Ebony's Topics".

### Contos
Shockley também tem muitos contos escritos, a maioria dos quais gira em torno de questões relacionadas à homossexualidade, ser afro-americana e ser mulher. Por meio desses contos, Shockley lança luz sobre as condições em que essas pessoas vivem e o impacto que essas condições têm em suas vidas. Alguns desses contos incluem "Holly Craft Isn't Gay" (1980), "A Meeting of Sapphic Daughters" (primavera de 1979), que pode ser encontrado em The Black and White of It (1980), bem como "The Eternal Triangle" (1948), "The Curse of Kapa" (1951) e "Monday Will Be Better" (1964), publicados em vários veículos, como Afro-American [Baltimore] e Negro Digest. A maioria dos contos de Shockley foram controversos na época de publicação.

### Não-ficção
- A History of Public Library Services to Negroes in the South, 1900–1955 (1960)
- Um manual para a administração de coleções negras especiais (1970)
- Living Black American Authors: A Biographical Directory (comp. e ed. com Sue P. Chandler) (1973)[1]
- A Handbook of Black Librarianship (comp. e ed., com EJ Josey) (1977)
- "The Black Lesbian in American Literature: An Overview" Home girls: A Black Feminist Anthology (ed. Por Barbara Smith) (1983)[8]
- Escritoras afro-americanas, 1746–1933: uma antologia e um guia crítico (1988)

### Ficção
- Não estar sozinho (romance inédito) (1950b)[1]
- A World of Lonely Strangers (romance inédito) (1950b)[1]
- Amando-a (1974)
- O preto e branco disso (1980)
- Diz Jesus e vem a mim (1982)
- Celebrando Hotchclaw (2005)

## Principais temas em obras

### Racismo, homofobia e sexismo
Ao longo da maioria dos escritos de Shockley, ela explora o racismo contemporâneo e as lutas diárias de ser afro-americano. Ela costuma escrever sobre mulheres LGBT+ que estão na comunidade afro-americana e enfrentam opressão tripla. Ao escrever sobre esses tópicos, Shockley esperava fazer com que as pessoas da comunidade afro-americana percebessem suas semelhanças e também suas diferenças.
Seu primeiro romance, Loving Her, foi o primeiro desse tipo, pois funcionou para validar o amor lésbico inter-racial. Foi também o primeiro romance a usar uma protagonista feminina afro-americana. Por meio de sua personagem Renay, que troca o marido abusivo por uma mulher branca e rica, Shockley explora como é ser afro-americana, mulher e homossexual na América do século XX, a quem ela tenta "normalizar". Em sua coleção de contos, The Black and White of It, Shockley também encena uma lésbica afro-americana como personagem principal, usando mulheres de sucesso que são profissionais e fortes por natureza, enfrentando lutas com a sexualidade. Em "Play It but Don't Say it", Shockley coloca uma deputada como protagonista, e em "Holly Craft Isn't Gay", a personagem, uma cantora de sucesso, chega a tentar ter um filho para aparecer em linha reta. Say Jesus and Come to Me trabalha também para enfrentar a homofobia, porém é em grande parte uma crítica à igreja, um tema ainda não explorado em Loving Her ou The Black and White of It. As obras de não-ficção de Shockley, como sua seção em Home Girls: A Black Feminist Anthology, editada por Barbara Smith, também confrontam essas mesmas questões que giram em torno da sexualidade na comunidade afro-americana.
Celebrando Hotchclaw olha para as faculdades historicamente negras para explorar relações de poder e conflitos dentro das comunidades negras, especialmente relacionadas a dificuldades financeiras e corrupção.

## Crítica
The Black and White of It (1980), embora geralmente desconhecido, recebeu melhor resposta dos críticos, bem como sua coleção de contos Say Jesus and Come to Me (1982). Say Jesus and Come to Me em particular foi dito para apresentar e reconhecer um personagem que normalmente carece de representação e apareceu na lista de best-sellers da Christopher Street, no entanto, Shockley ainda foi criticada por seu estilo de escrita e falta de estrutura nas histórias. A coleção tem como foco a personagem Reverend Black, uma lésbica de quarenta anos que tenta esconder sua sexualidade. Shockley afirmou ter escrito a peça para lançar luz sobre a hipocrisia da igreja negra de envergonhar os homossexuais, mas participando de todos os outros atos considerados pecados.
Embora reconhecido por autores como Alice Walker, que elogiou Loving Her em sua crítica do romance em 1974, bem como Nellie McKay e Rita B. Dandridge, que reconheceram o escritor, as obras ficcionais de Shockley foram frequentemente ignoradas pelo massas, se não criticado. A própria Shockley atribui essa falta de reconhecimento ao assunto sobre o qual escreve. Ela afirma que trabalhos abordando temas lésbicos eram raros na época, já que a maioria dos editores não estava interessada e os escritores tinham muito medo de admitir sua própria sexualidade para pressionar pela publicação.
Publicações publicadas chegam ao ponto de dizer que Shockley complica o amor pelo mesmo gênero, bem como o problematiza por meio de suas caracterizações de afro-americanos que também são homossexuais. Junto com isso, alguns argumentam que Shockley usa muitas generalizações em seus textos, tem uma escolha estilística ruim e não funcionou para combater os estereótipos comuns sobre o lesbianismo negro. Em seu primeiro romance, Loving Her, a personagem principal, Renay, escolhe viver sua vida como lésbica, mas ainda apresenta noções estereotipadas heteronormativas sobre o romance, o que vai contra as supostas intenções de Shockley de expor como realmente é um relacionamento lésbico no final do século XX. -século. No entanto, como o primeiro romance que representa uma relação inter-racial entre duas mulheres, Loving Her não existe dentro de um quadro histórico em que pudesse servir como uma resposta satírica a, e por isso às vezes foi interpretado como um reforço ingênuo de heteronormativo e racista. ideias sobre relacionamentos queer e mulheres negras, ao invés de uma peça potencialmente autoconsciente. No entanto, o romance de ficção ainda é reconhecidamente um dos primeiros de seu tipo.